# Pchan-š’ (AOE-532)
Pchan-š’ (AOE-532) je rychlá bojová zásobovací loď námořnictva Čínské republiky. Jedná se o logistické plavidlo poskytující válečným lodím palivo, munici a náhradní díly. Pchan-š’ je největší válečná loď tohoto námořnictva.[kdy?]

## Stavba

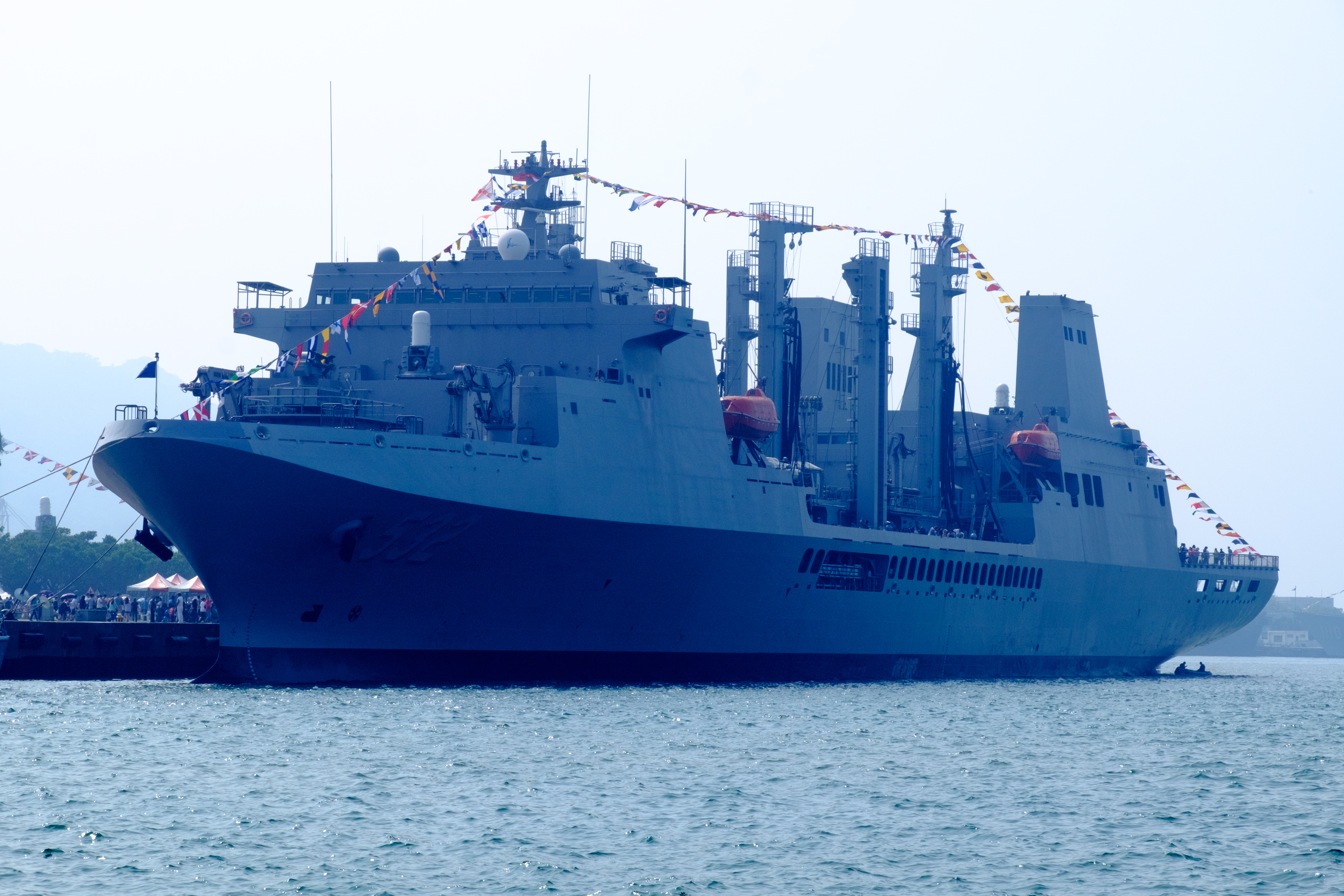
Pchan-š’ (AOE-532)

Plavidlo bylo navrženo a postaveno v domácích loděnicích. Kýl byl založen v prosinci 2012 v loděnici CSBC Corporation, Taiwan ve městě Kao-siung. Trup byl na vodu spuštěn v listopadu 2013 a do služby byla loď přijata dne 23. ledna 2015.

## Konstrukce

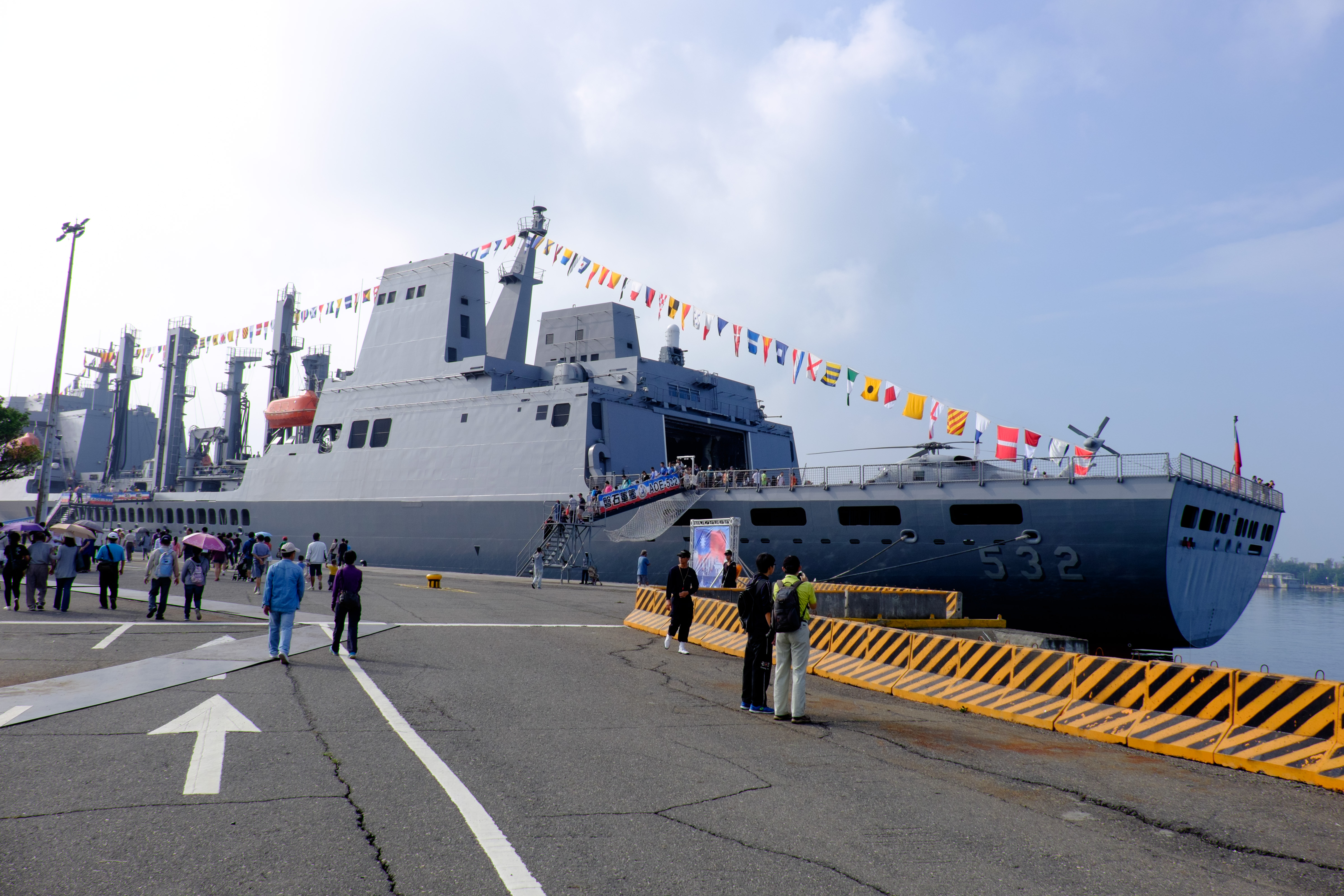
Pchan-š’ (AOE-532)

Plavidlo může poskytovat zásoby dvěma lodím najednou. Je vybaveno palubní nemocnicí, včetně speciálních prostor pro pacienty nakažené infekčními nemocemi. Plavidlo nese velmi silnou výzbroj – dva obranné 30mm kanónové systémy Phalanx Block 1B, dva 35mm kanóny ve zbraňových stanicích Rheinmetall Millenium, dva 30mm kanóny a několik 12,7mm kulometů. Protivzdušnou obranu doplňuje již značně zastaralý systém RIM-72C Sea Chaparral na přídi (na jeho místě měl být původně 76mm kanón). Na zádi je přistávací paluba a hangár pro tři střední vrtulníky.